# 管平湖

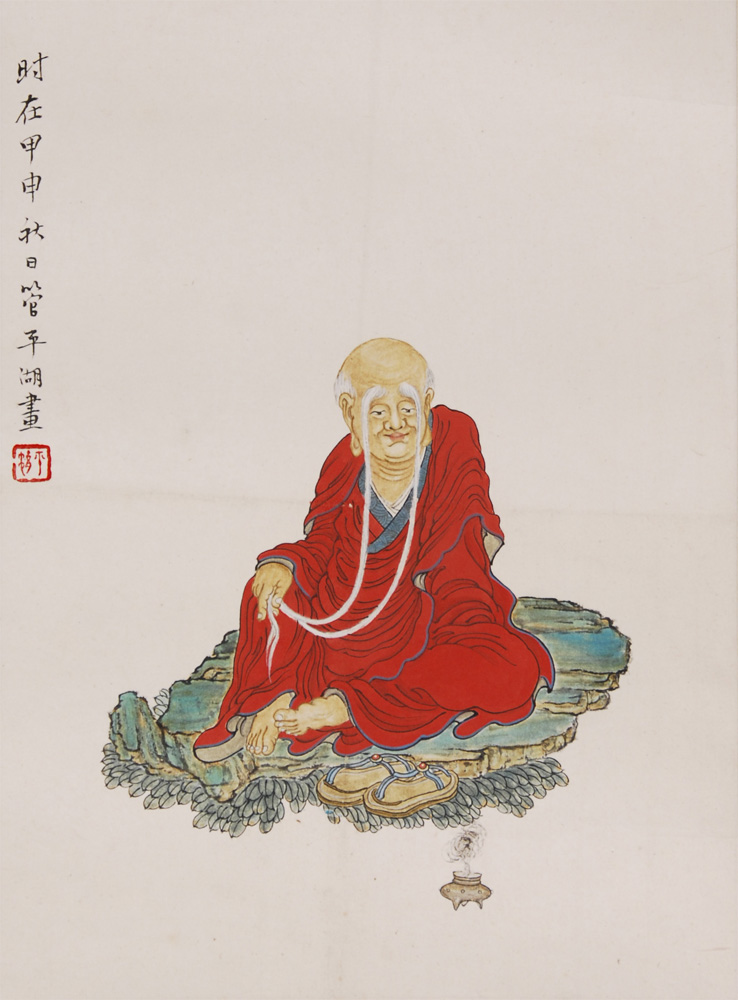
管平湖の《羅漢図》，1944年

管平湖（かん へいこ、1897年3月4日-1967年3月28日）は、中国近代の古琴家と画家である。名は平、字は吉庵と仲康、號は平湖。管平湖の父は清の時代の画家管念慈，出身は蘇州。少年の頃、管平湖は北京に移住して、北京を中心に活動した。金紹城について中国絵画を学んでいる。また古琴を楊宗稷、悟澄、秦鶴鳴に学んでいる。1977年、管平湖の演奏した「流水」がボイジャーのゴールデンレコードに収められた。

## 参考資料
1. 1 2  “管平湖”.  中国音楽学院. 2013年6月23日閲覧。
2. ↑  文博玩家: 王世襄傳，秀威資訊科技股份有限公司，ISBN 9789862216354
3. ↑  中国網. “泠泠七弦 响彻太空——记著名琴家管平湖先生”. 2013年6月23日閲覧。